# Prättigau/Davos
Prättigau/Davos (niem. Region Prättigau/Davos) – region w Szwajcarii, w kantonie Gryzonia. Powstał 1 stycznia 2016. Powierzchnia regionu wynosi 853,40 km², zamieszkany jest przez 26 323 osoby (31 grudnia 2022). Siedziba administracyjna regionu znajduje się w miejscowości Klosters. Leży w dolinie Prättigau.

## Gminy
W skład regionu wchodzi jedenaście gmin: 
| Gminy regionu Prättigau/Davos | Gminy regionu Prättigau/Davos | Gminy regionu Prättigau/Davos | Gminy regionu Prättigau/Davos | Gminy regionu Prättigau/Davos |
| Herb                          | Nazwa gminy                   | Ludność (31 grudnia 2020)     | Powierzchnia km²              |                               |
| ----------------------------- | ----------------------------- | ----------------------------- | ----------------------------- | ----------------------------- |
| Conters im Prättigau          | Conters im Prättigau          | 220                           | 18,40                         |                               |
| Davos                         | Davos                         | 10 832                        | 284,00                        |                               |
| Fideris                       | Fideris                       | 595                           | 25,36                         |                               |
| Furna                         | Furna                         | 207                           | 33,32                         |                               |
| Grüsch                        | Grüsch                        | 2 115                         | 43,30                         |                               |
| Jenaz                         | Jenaz                         | 1 147                         | 25,91                         |                               |
| Klosters                      | Klosters                      | 4 416                         | 219,80                        |                               |
| Küblis                        | Küblis                        | 891                           | 8,14                          |                               |
| Luzein                        | Luzein                        | 1 596                         | 83,88                         |                               |
| Schiers                       | Schiers                       | 2 727                         | 33,32                         |                               |
| Seewis im Prättigau           | Seewis im Prättigau           | 1 376                         | 49,63                         |                               |

## Zmiany administracyjne
- 1 stycznia 2007
  - przyłączenie gminy St. Antönien Ascharina do gminy St. Antönien
- 1 stycznia 2009
  - przyłączenie gminy Davos Wiesen do miasta Davos
- 1 stycznia 2011
  - utworzenie gminy Grüsch z gmin Fanas i Valzeina
- 1 stycznia 2016
  - przyłączenie gminy Saas im Prättigau do gminy Klosters
  - przyłączenie gminy St. Antönien do gminy Luzein